# Ibrahim El Kabir
Ibrahim Mohamed Ali El Kabir – sudański trener piłkarski, były selekcjoner reprezentacji Sudanu.

## Kariera reprezentacyjna
W latach 1976–1978 El Kabir pełnił funkcję selekcjonera reprezentacji Sudanu. Prowadził ją wraz z Ivanem Yanko w Pucharze Narodów Afryki 1976, jednak nie wyszedł z nią z grupy.